# Lacai

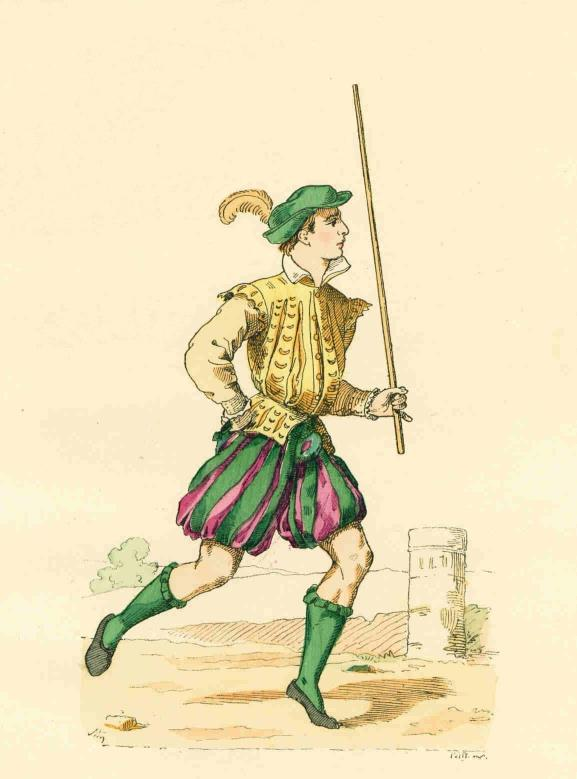
Lacai corredor del segle XV

Segons el Tesoro de la lengua castellana, el lacai és el minyó d'esperons que va davant del senyor quan surt a cavall. L'autor afegeix que és un vocable alemany introduït a Espanya amb la vinguda del rei Felip I, i precisa que abans no s'havia usat.
En una obra publicada a París el 1777 llegim la frase següent a propòsit de l'origen del nom lacai:
Sota el regnat d'Enrique IV es deia 'naquets' dels servidors a França, del mot alemany 'kenet' que significa servent; i es creu que lel francès 'laquet', que ara s'escriu 'laquais', lacai, ve del nom 'naquet' canviant-hi la n en l.
Una altra versió és la que esmenta Herbelot i diu que el nom lacai prové del mot àrab lakitsh i significa el fill de pares desconeguts del qual va passar a l'espanyol o català amb la forma lacayo i, d'aquest, en francès baix laquais.
Un dels dos soldats armats a la lleugera que antigament solien acompanyar els cavallers en la guerra i altres proves de força es deia lacayo. En certes ocasions es reunien tots els lacais i formant un cos irregular atacaven l'enemic o hi resistien.
El Diccionari de l'Acadèmia de la llengua espanyola a la primera edició, diu també que:
es deien lacais antigament els soldats lleugers a peu o certs camarades o escuders que acompanyaven els cavallers i homes rics en les funcions militars o en la guerra
I afegeix que en aquest significat pot venir el nom lacai del grec lakis que significa corredor seguit de diversos exemples en suport d'aquesta significació.També s'ha proposat que podria venir del basc, tesi ben creïble, com ho corrobora el fet que en francès laquais es considera un gasconisme.
Els ducs de Bretanya van tenir al segle x una espècie de milícia que es deia dels lacais.
Lope de Vega en una de les seves comèdies parlant de l'etimologia del nom lacai diu en estil jocós que es compon de aca o haca i institutor:
Tu llevarás tu aca,
Pues yo seré de aca el ayo, y creo
Que porque enseña, y es del aca el ayo
Le dieron este nombre de lacayo.

A França es van anomenar cavallers de l'arc de Sant Martí quan anaven amb la lliurea ratllada formada per tires paral·leles de teles de diferents colors. [cita 